# Formula Dé
Formula Dé (bzw. Formule Dé) ist ein Brettspiel für 2 bis 10 Spieler, welches der Formel 1 des Motorsports nachempfunden ist.
Das Spiel wurde von Eric Randall und Laurent Lavaur entwickelt und erschien 1991 bei Ludodélire als Formule Dé. 1997 erschien es als Formula Dé bei Eurogames Descartes und 2007 bei Pro Ludo.
Auf der Spiel 2008 in Essen stellte Asmodee (ehem. Pro Ludo) eine Neuauflage mit stark verbesserter Grafik, einem Spielpult für jeden Spieler mit Gangschaltung und steckbaren Schadensmarkern und einem Spielmodus mit Straßenrennen unter dem Namen Formula D vor.
Gespielt wird auf Spielplänen, die verschiedene Rennstrecken darstellen. Jeder Spieler steuert ein Rennauto über den dreispurigen Kurs, welches er gemäß der mit einem von sechs verschiedenen Würfeln gewürfelten Anzahl Augen felderweise vorwärts bewegt. Jeder der sechs Würfel entspricht dabei einem Gang. Die Würfel unterscheiden sich in der Anzahl der Augen, die minimal und maximal gewürfelt werden können. Es gewinnt der Spieler, dessen Rennauto zuerst das Ziel erreicht.

## Erweiterungen
Sowohl Ludodélire als auch Eurogames Descartes haben viele verschiedene Erweiterungen (neue Rennstrecken) veröffentlicht.